# Resolutie 45 Veiligheidsraad Verenigde Naties
Resolutie 45 van de Veiligheidsraad van de Verenigde Naties werd op 10 april 1948 aangenomen met tien stemmen tegen geen. Enkel Argentinië onthield zich. De resolutie beval Birma (het huidige Myanmar) aan voor VN-lidmaatschap.

## Inhoud
De Veiligheidsraad had het rapport van het Comité voor de Toelating van Nieuwe Leden over de kandidatuur van Birma ontvangen en in overweging genomen. Er werd akte genomen van de unanieme goedkeuring van de kandidatuur door de leden van de Raad. De Algemene Vergadering werd aanbevolen om aan de Birmaanse Unie het VN-lidmaatschap toe te kennen.

## Verwante resoluties
- Resolutie 29 Veiligheidsraad Verenigde Naties over de aanbeveling van Jemen en Pakistan.
- Resolutie 37 Veiligheidsraad Verenigde Naties over de aanpassing van de toelatingsprocedure.

Lijst ·  38 ·  39 ·  40 ·  41 ·  42 ·  43 ·  44 ·  45 ·  46 ·  47 ·  48 ·  49 ·  50 ·  51 ·  52 ·  53 ·  54 ·  55 ·  56 ·  57 ·  58 ·  59 ·  60 ·  61 ·  62 ·  63 ·  64 ·  65 ·  66